# کیت پدلر
کریستوفر مگنوس هوارد کیت پدلر (به انگلیسی: Christopher Magnus Howard Kit Pedler) یک دانشمند پزشکی، نویسنده علمی-تخیلی است. او همچنین یک مشاور علمی در سریال دکتر هو بوده‌است.